# Station Dorsten
Station Dorsten is een spoorwegstation in de Duitse plaats Dorsten. Het station werd in 1879 geopend.
Het station Dorsten ligt aan :
- Spoorlijn Zutphen - Gelsenkirchen-Bismarck

| Serie | Treinsoort                      | Route | Bijzonderheden                                                     |
| ----- | ------------------------------- | --- | ------------------------------------------------------------------ |
| RE 14 | Regional-Express (NordWestBahn) | Essen Hbf – Bottrop Hbf – Gladbeck West – Dorsten – Hervest-Dorsten – Borken (Westf)                                                     | Der Borkener Zondagmorgen 1x per twee uur tussen Dorsten en Borken |
| RB 43 | Regionalbahn (DB Regio NRW)     | Dortmund Hbf – Dortmund-Lütgendortmund Nord – Castrop-Rauxel Süd – Herne – Wanne-Eickel Hbf – Gelsenkirchen Zoo – Gladbeck Ost – Dorsten | Emschertal-Bahn zaterdagavond en zondagochtend 1x per twee uur     |
| RB 44 | Regionalbahn (NordWestBahn)     | Oberhausen Hbf – Oberhausen-Osterfeld Süd – Bottrop Hbf – Gladbeck West – Dorsten                                                        | Der Dorstener                                                      |

Aan deze lijnen heeft ook Hervest-Dorsten (1,5 km ten noorden van station Dorsten en ten noorden van de Lippe), Deuten en Rhade, beide gemeente Dorsten, een stoptreinstation.
- Spoorlijn Bottrop Nord - Quakenbrück

| Serie | Treinsoort                  | Route                                                               | Bijzonderheden                                |
| ----- | --------------------------- | ------------------------------------------------------------------- | --------------------------------------------- |
| RB 45 | Regionalbahn (NordWestBahn) | Dorsten – Hervest-Dorsten – Lembeck – Maria Veen – Coesfeld (Westf) | Der Coesfelder 1x per twee uur in het weekend |

Aan deze lijn hebben ook Hervest-Dorsten (1,5 km ten noorden van station Dorsten en ten noorden van de Lippe)  en Wulfen, gemeente Dorsten, een stoptreinstation.